# Juan Alonzo
Juan Alonzo (1911 – ?) kubai válogatott labdarúgó.
A kubai válogatott tagjaként részt vett az 1938-as világbajnokságon.

## Külső hivatkozások
- Juan Alonzo – a FIFA adatbázisában